# Marc Francelet
Marc Francelet est un journaliste, lobbyiste et homme d'affaires français né en 1947. 
Commençant sa carrière à Paris Match, collaborateur occasionnel au Point, un temps directeur de VSD, il a aussi travaillé pour l'hebdomadaire Choc, chargé de sa rénovation éditoriale. Depuis le début des années 1970, il a été mis en examen dans le cadre de différentes affaires, et a été condamné à plusieurs reprises, pour escroquerie notamment.

## Biographie
Marc Francelet est né en 1947. Il a un frère ainé, Pierre Francelet, qui sera tailleur de pierre. Son père était architecte et peintre, sa mère tenait un salon de coiffure. 
Dans les années 1960, Marc Francelet est un très jeune photographe de presse à Paris Match. Il se déguise par exemple en militaire pour photographier Johnny Hallyday à Vincennes et en ouvrier pour entrer dans le jardin du palais de l'Élysée et prendre un cliché du président Charles de Gaulle.
Au début des années 1970, il est impliqué dans la revente de tableaux volés à un marchand d'art, et qualifié par le procureur de « pire crapule du ventre de Paris », il est condamné à 18 mois de prison.
Dans les années 1970 et 1980, il est tour à tour paparazzo, informateur, échotier, chargé des relations publiques de Jean-Paul Belmondo, homme à tout faire de Johnny Hallyday, relation amicale de Françoise Sagan. Pour aider cette dernière contre un éditeur voulant publier l'un de ses textes contre sa volonté, il s'invite chez l'homme de lettres et le corrige pour que le livre ne sorte pas.
En 1986, alors qu'il est devenu directeur de rédaction de VSD, il est condamné une nouvelle fois à 18 mois de prison pour vol de bijoux. Lors de ses deux séjours en prison, il en profite pour recueillir les confidences de détenus, et en tire des scoops qu'il publie dans Paris Match à sa sortie.
Dans les années 1990, Marc Francelet, qui se présente volontiers comme homme d'affaires, voyage en Ouzbékistan avec son amie Françoise Sagan, ramenant des entretiens enregistrés qu'il donnera au journaliste du Nouvel Observateur François Caviglioli, qui en tirera quelques polars.
Il serait proche de Bernard Laporte et, en général, des cercles chiraquiens, en particulier d'Yves Bertrand, patron des Renseignements généraux de 1999 à 2003, et d'Alexandre Djouhri. 
Outre ces relations, Marc Francelet serait aussi très proche du milieu corse, en particulier de Roland Francisci et de Paul Lantieri.
En juillet 2018, c'est à son domicile que se tient le premier entretien d'Alexandre Benalla avec Le Monde après le déclenchement de l'affaire Benalla.
Marc Francelet apparaît aux côtés d’Yves Bouvier dans une escroquerie liée au système de santé angolais au profit de l’ancien président José Eduardo dos Santos.

### Mises en examen
Après avoir été mis en examen par le juge Philippe Courroye dans le cadre de l'affaire pétrole contre nourriture, en 2007, aux côtés de Loïk Le Floch-Prigent, l'ancien patron d'Elf, et de Michel Coencas, avec qui il avait créé la société Tanker Oil, Marc Francelet tente en 2007 de lancer la rumeur selon laquelle Courroye serait un agent de la CIA. Il est ensuite mis en examen, fin mars 2007, par le juge Courroye pour « corruption d'agent privé » dans le cadre de l'affaire Safa-Le Point, et détenu pendant deux mois. En outre, Marc Francelet est poursuivi pour une dizaine d'infractions financières, dont une escroquerie à l'assurance-chômage de l'ordre de 160 000 euros entre 2001 et 2004 et pour « recel d'abus de confiance, recel d'abus de biens sociaux et blanchiment d'argent ». 
Collaborateur occasionnel de l'hebdomadaire Le Point, Marc Francelet aurait été payé 150 000 € pour mettre en contact l'homme d'affaires libanais Iskandar Safa et le journal. Celui-ci a publié en 2005 un article complaisant sur le milliardaire Safa, rédigé par le journaliste Jean-François Jacquier, alors que Safa était recherché par la justice dans le cadre de l'affaire du financement illégal du RPF.
Le 11 avril 2007, Franz-Olivier Giesbert, le directeur du Point, est entendu par la police pour la publication de l'article sur Safa. La société des rédacteurs du Point, dans un communiqué interne, s'est dite « consternée » et a demandé à la direction du magazine « qu'à l'avenir, ce genre d'informateur n'ait pas, comme c'était le cas, porte ouverte au Point ». 
D'autres journalistes ont été entendus dans cette affaire, dont le journaliste auteur de l'article sur Iskandar Safa Jean-François Jacquier, ainsi que l'ancien journaliste du Monde Hervé Gattegno, également auteur d'un article sur Iskandar Safa. En mai 2007, le juge Jean-Christophe Hullin a remplacé le juge Courroye, devenu procureur à Nanterre, et a remis en liberté Marc Francelet, tout en le soumettant au contrôle judiciaire. L'affaire est finalement classée pour non-lieu. 
Le 24 octobre 2012, une peine de trois ans de prison dont 18 mois ferme et une amende de 300 000 € sont requises contre lui pour escroquerie aux indemnités chômage, et recel d'abus de bien sociaux et d'abus de confiance. Il est condamné en première instance pour tous ces chefs d'accusation. En appel, il est relaxé d'une partie des abus de bien sociaux, mais sa condamnation à deux ans de prison avec sursis et une amende de 100 000 euros sont confirmées, avec obligation de rembourser 63 924 euros à Pôle emploi.